# Carbinole
| Carbinole |
| --- |
| Allgemeine Struktur der Carbinole                                                                                    |
| Allgemeine Struktur eines Carbinols, wobei R, R1 und R2 sowohl H, Aliphaten, Aromaten oder andere Reste sein können. |

Carbinole (auch Karbinole) ist eine veraltete Bezeichnung für meist sekundäre oder tertiäre, seltener primäre Alkohole, die als Derivate des Methanols (alte Bezeichnung Carbinol) aufgefasst werden. Der Name setzt sich dabei aus den Substituenten am zentralen Kohlenstoffatom und der Gruppenbezeichnung -Carbinol zusammen. Der Name Carbinol wurde 1864 von Hermann Kolbe vorgeschlagen. Kolbe bezeichnete die nicht frei existierende Methylgruppe CH3- als Carbin. Um  nicht das „unbequem lange Wort Carbinoxyhydrat“ verwenden zu müssen, führte er den Begriff Carbinol ein. Diese Bezeichnung entspricht seit 1957 nicht mehr den Nomenklaturregeln der IUPAC.

## Beispiele
| Name                  | Carbinol                                         | Struktur                                                                  | Bedeutung/Verwendung                    |
| --------------------- | ------------------------------------------------ | ------------------------------------------------------------------------- | --------------------------------------- |
| Fenipentol            | Phenyl-butyl-carbinol                            | Struktur von Phenyl-butyl-carbinol = Fenipentol                           | Arzneistoff (Choleretikum)              |
| p-Tolylmethylcarbinol | 4-Tolyl-methyl-carbinol                          | Struktur von p-Tolyl-methyl-carbinol                                      |                                         |
| Fenarimol             | 2-Chlorphenyl-5-pyrimidyl-4-chlorphenyl-carbinol | Struktur von 2-Chlorphenyl-5-pyrimidyl-4-Chlorphenyl-carbinol = Fenarimol | Fungizid                                |
| Furfurylalkohol       | α-Furfuryl-carbinol 1-Furfuryl-carbinol          | Struktur des Furfurylalkohols                                             | Lösungsmittel, Holzmodifikation         |
| Indol-3-carbinol      | 3-Indyl-carbinol                                 | Struktur von Indol-3-carbinol = 1H-Indol-3-ylmethanol                     | Möglicher Arzneistoff (Anti-Karzinogen) |